# Keith Brumbaugh
Keith Brumbaugh (DeLand, 30 luglio 1985) è un ex cestista statunitense, professionista nella NBDL.